# André-François Boureau-Deslandes
Pour les articles homonymes, voir Boureau et Deslandes.
André-François Boureau-Deslandes, né le 19 mai 1689 à Bandel (Inde française) et mort le 11 avril 1757 à Paris, est un commissaire de la Marine, scientifique, philosophe et écrivain français.

## Biographie
Petit-fils et filleul de François Martin - gouverneur de Pondichéry de 1699 à 1706 - et fils d’André Boureau-Deslandes, marié en février 1686 avec Marie-Françoise Martin, André-François Boureau-Deslandes est baptisé le 22 mai 1689 en la basilique du Saint-Rosaire de Bandel sise au bord du fleuve Hoogly. Il quitte Chandernagor pour arriver en France à l’âge de 13 ans seulement et entre au service du roi en octobre 1708 comme contrôleur à Brest où il est nommé commissaire ordonnateur de la marine le 30 avril 1715. Reçu élève géomètre à l’Académie des sciences en février 1712, il participe à de nombreuses études rendues par des Académies ou des Sociétés et collabore à de nombreux journaux savants (il est membre de l’Académie des Sciences de Berlin). Commissaire général de la marine à Rochefort le 6 mai 1736, il prend sa retraite en 1746 après s'être lié avec Nicolas Malebranche.
Auteur de nombreux ouvrages de littérature, d’économie et d’histoire, correspondant de Maupertuis, La Condamine, Diderot et de Voltaire qui le traite de « bel esprit provincial », il n’hésite pas à critiquer la vie luxueuse des gens d’église et la politique de la marine du gouvernement dans plusieurs œuvres audacieuses et courageuses. Savant et philosophe mondain à tendances épicuriennes, athée, disciple de Pétrone, de Fontenelle et de Saint-Évremond, il se fait d’abord connaître, en 1712, par ses Réflexions sur les grands hommes qui sont morts en plaisantant, ouvrage libertin qui est mis à l’index en 1758.
Accordant une grande place aux techniques, son Histoire critique de la philosophie, parue en 1737, lui vaut la reconnaissance des philosophes qui la pilleront dans de multiples articles de philosophie de l’Encyclopédie, sans prendre la peine de le citer. Son nom ne sera mentionné que dans le Discours préliminaire comme l’inspirateur des articles sur la marine.
En 1741, dans Pygmalion ou la Statue animée, « un système d’impiété », condamné au feu dès 1742 en raison de son caractère libertin, il développe, avant Diderot et La Mettrie, une conception matérialiste de l’homme à laquelle des études récentes attribuent une place significative parmi la littérature matérialiste de son époque. Il est également l’auteur de très nombreux ouvrages scientifiques et historiques sur la marine.
Lorsqu’il meurt, célibataire, la surprise est grande d’apprendre qu’il avait fait une fin chrétienne assortie d’un mea culpa en bonne et due forme, lorsque le Journal de Trévoux rapporte qu’il avait demandé sincèrement pardon à Dieu et à l’Église du scandale qu’il avait causé à la religion avec ses ouvrages Réflexions sur les grands hommes… Pygmalion... Histoire critique… dont il demandait la destruction. En réalité, Malesherbes laisse une note manuscrite sur la mort de Deslandes, telle qu’elle lui est racontée par un témoin, révélant une manipulation de l’Église, avec la complicité de certains membres de la famille, pour falsifier les derniers moments du philosophe.

## Jugements
Selon Dreux du Radier, 

« Capable de faire d’excellents ouvrages, il était incapable de s’en prévaloir et il n’avait jamais pensé ni à la gloire ni à la fortune. Estimé du public, aimé du ministre d’Argenson, il mourut en chambre locante ou en hôtel garni dans la plus grande médiocrité, après avoir eu des emplois considérables dans la marine ou il était fort intelligent. Rien de plus doux que son caractère. L’idée de contestation lui faisait peur ; et à la moindre contradiction, il gardait le silence et ne voyait même qu’avec peine que les autres s’écartassent de cet esprit de douceur et de paix, qui était essentiellement le sien, et qui était peint dans ses yeux, sur son front, dans le ton de sa voix, et en toute sa personne. C’était un homme de cinq pieds et demi au moins, parfaitement bien fait et très bel homme. »

## Publications
- L’Apothéose du Beau-Sexe, Londres, Van der Hoeck, 1712.Ce serait le premier livre de l’auteur. D’après la Bibliographie Gay, ce volume fut imprimé en Hollande. C’est un salmigondis en prose, curieux et souvent libre.
- Réflexions sur les grands hommes qui sont morts en plaisantant. La première édition date de 1712. Rochefort, Jacques le Noir, 1714, 1755.Ce livre sera mis à l’index en 1758. Nouvelle édition, augmentée d'Épitaphes & autres Pièces curieuses qui n’ont point encore paru, Amsterdam, aux dépens de la Compagnie, 1758. On trouve dans Les Épitaphes et autres Pièces, entre autres, le sonnet de l’Avorton de Jean Hesnault. Outre les plaisanteries proférées par les hommes (et quelques femmes) alors que résonnent déjà les premières notes de l’Office des Ténèbres, ce badinage contient aussi des réflexions impies qui annoncent les idées de celui que Voltaire nommera « le citoyen et le philosophe ». L’auteur n’est pas hostile au suicide : « C’est une injustice que de traiter en criminel celui qui hâte sa mort. Mais les lois sont-elles toujours conformes au bon sens ? On gardait à Marseille, aux frais du public, un breuvage pour ceux qui voulaient abandonner la vie. Avouons-le de bonne foi, les idées de vertu et de vice sont assez chimériques : elles supposent autant de vanité que d’ignorance, et ce sont là les deux écueils de l’esprit humain ».
- L’Art de ne point s’ennuyer, Paris, Ganneau, 1715.
- Remarques historiques critiques et satiriques d’un cosmopolite tant en prose qu’en poésie sur différens sujets, Cologne [i.e. Nantes], chez les Héritiers de Pierre Marteau, 1731.Ouvrage rare. Dans ces remarques d’un cosmopolite sur des sujets variés tels que les Armes, la Bravoure, les Corsaires, les Esclaves, les Fables, les Guerres, Horoscopes, Imbécillité, Libéralité, le Mariage. Voltaire etc., l’auteur rapporte les vers d’un poète inconnu. Dans son avis au lecteur : « il aurait pu donner l’explication de plusieurs passages Allegoriques & Figurés (sixains) du Poète inconnu ; mais à l’imitation de ceux qui composent des Énigmes, il a cru qu’il devait laisser le plaisir aux savans d’être eux-mêmes les interprétes de ce qui paraîtra mystérieux dans cette sorte de poësie. »
- Recueil de differens Traitez de Physique et d’Histoires Naturelles, propres à perfectionner ces deux sciences, Paris, Étienne Ganeau, 1736.Comporte 8 parties : 1) Discours sur la manière la plus avantageuse de faire des expériences, 2) Observations nouvelles et physiques sur la manière de conserver les Grains, 3) Première Lettre à Monsieur de Saint-Bat. sur la prompte végétation des Plantes, 4) Seconde Lettre au même sur la Pêche des Saumons, 5) Éclaircissement sur les Oiseaux de Mer et sur les Huitres, 6) Éclaircissement sur les Vers qui rongent les Vaisseaux, 7) Lettre de M. Deslandes de l’Académie des Sciences et Commissaire de la Marine, sur une Antiquité Celtique, 8) Observations sur l’eau de la Mer et sur l’eau douce qu’on embarque dans les vaisseaux. Cet ouvrage est fort rare. George Fricx, Bruxelles, 1736. Nouvelle édition revue, corrigée et augmentée d’un Traité des Vents. Cet ouvrage contient six traités : 1º Manière avantageuse de faire des expériences et explication des deux planches représentant une pompe. 2º Manière de conserver les grains. 3º Sur la prompte Végétation des plantes. 4º Sur la Pêche au Saumon. 5º Éclaircissement sur les oiseaux de Mer et les Huitres. 6º Éclaircissement sur les vers qui rongent le bois des vaisseaux, sur l’eau de mer et l’eau douce qu’on embarque sur les vaisseaux.
- Histoire critique de la philosophie où l’on traite de son origine, de ses progrès, & des diverses révolutions qui lui sont arrivées jusqu’à notre tems. Par Mr. D***, Amsterdam, François Changuion, 1737.Histoire de la philosophie en dix livres, qui commence avant l’écriture et qui se finit avec le XVIIe siècle.
- Pigmalion, ou la Statue Animée, Londres, Samuel Harding, 1741.Ce roman philosophique reprend à son compte la légende grecque du sculpteur Pygmalion tombant amoureux de l’une de ses propres statues. Contrairement à la mention du titre, le volume aurait été imprimé à Paris ou en Hollande. Plusieurs autres éditions sont publiées en 1742, 1743, 1744 et 1753.
- Essai sur la marine et sur le commerce. Par Mr. D****. Avec des Remarques Historiques & Critiques de l’Auteur, Paris, François Changuion, 1743.Place tenue par la marine chez les peuples de l’antiquité et en France depuis le commencement de la monarchie. « La Marine soutenue par l’autorité royale doit servir à protéger le commerce, à l’étendre, à lui donner chaque jour de nouveau accroissemens, et le commerce doit servir à introduire l’abondance et toute sorte de richesses dans le royaume, à le rendre aussi puissant qu’il peut être. » Critique de luxe, éloge des manufactures : l’une des plus graves conséquences de la révocation de l’Édit de Nantes fut le départ d’ouvriers, il faudrait imiter Édouard IV qui fit venir en Angleterre des ouvriers spécialisés[8].
- Lettre sur le Luxe, Francfort, Joseph-André Vanebben, 1745.L’auteur distingue entre le luxe de génie qui est utile, et le luxe de mœurs, celui de la table, des habits et des meubles qui est néfaste.
- Essai sur la marine des Anciens et particulièrement sur leurs vaisseaux de guerre, 1748 réédité en 1763.
- Des différents degrés de la certitude morale, 1750.
- La Fortune, histoire critique, 1751.

## Pour approfondir